# Atentados de Saná de 2015

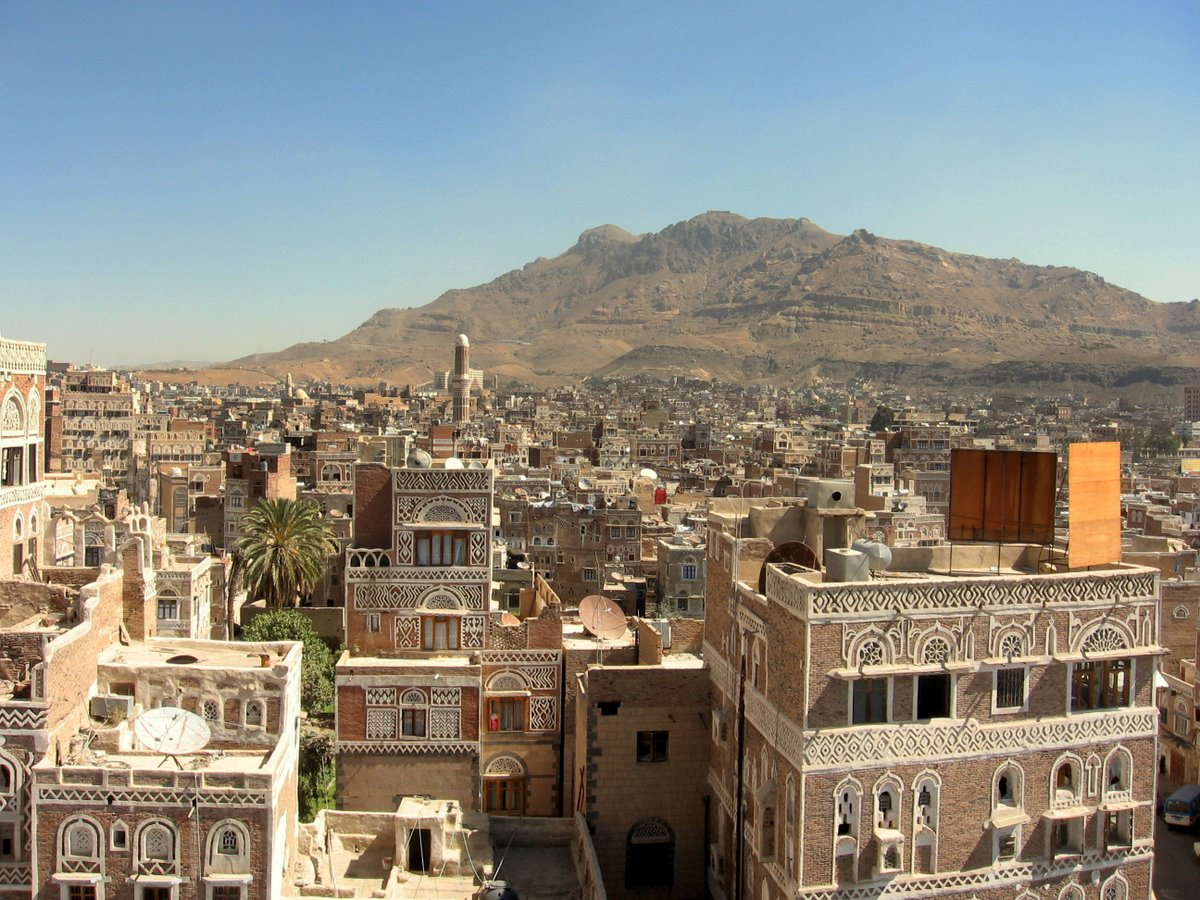
Saná en 2008

Los atentados de Saná de 2015 fueron una serie de atentados con blanco en las mezquitas chiíes de Saná, ocurrido el 20 de marzo de 2015

## El ataque
Las mezquitas de al-Badr y al-Hashoosh se vinieron abajo debido a un ataque suicida durante las oraciones del mediodía. Las explosiones mataron 142 personas y dejaron más de 351 heridos, siendo este el ataque terrorista más mortífero en la historia de Yemen. Un terrorista suicida voló la puerta de fuera de la mezquita de al-Badr cuando fue atrapado por la guardia militar, y el segundo detonó su dispositivo entre las personas que huían dentro de la mezquita. Otro par de terroristas se inmolaron en la mezquita de al-Hashahush.

## Responsabilidad
El Estado islámico de Irak y el Levante (ISIL) reclamó la responsabilidad del ataque. En un registro liberado por el grupo,  declararon: "Los soldados del EI no descansarán hasta detener el  Imperio Safávida iraní que opera en Yemen.”
Bruce Riedel del Brookings Institución, atribuyó el ataque más probablemente llevado a cabo por al-Qaeda en la Península árabe (AQAP). AQAP negó esto, citando instrucciones de Ayman al-Zawahiri a no atacar mezquitas o mercados. Si el ISIL era responsable, estos serían los primeros ataques que llevó a cabo en Yemen.

## Reacciones
Estados Unidos: El Departamento de Estado pidió un parón en cualesquiera acciones militares, siendo preferible seguir una solución diplomática. Ban Ki-moon, el Secretario General de Naciones Unidas, reclamó que todas las facciones implicadas en la guerra civil "inmediatamente cesen todas las acciones  hostiles y ejerciten restricción máxima."
 Irán: El 23 de marzo, un Airbus 310 iraní de Mahan Air cargado con 13 toneladas de ayuda humanitaria así como trabajadores de la Cruz Roja iraní aterrizando en Saná. Salió de Yemen con 52 personas heridas en el ataque para transferirlas a Teherán y recibir allí el tratamiento médico. El embajador de Irán Rasai Ebadi dijo que pronto enviaría más ayuda.